# سعد خميس
سعد خميس، (مواليد 15 فبراير 1995)، لاعب كرة قدم إماراتي يجيد اللعب في الهجوم.

## مسيرة اللاعب
لعب سابقاً مع نادي الشباب ونادي حتا ونادي العين ونادي الإمارات.

## روابط خارجية
- سعد خميس على موقع Soccerway.com (الإنجليزية)